# Clara de Assis
Clara de Assis, em italiano Santa Chiara d'Assisi, nascida Chiara d'Offreducci (Assis, 16 de julho de 1194 — Assis, 11 de agosto de 1253), foi a fundadora do ramo feminino da ordem franciscana, a chamada Ordem de Santa Clara (ou Ordem das Clarissas).

## Vida
Pertencia a uma família nobre e era dotada de grande beleza. Destacou-se desde cedo pela sua caridade e respeito para com os pequenos, tanto que, ao deparar-se com a pobreza evangélica vivida por São Francisco de Assis, foi tomada pela irresistível tendência religiosa de segui-lo.
Enfrentando a oposição da família, que pretendia arranjar-lhe um casamento vantajoso, aos dezoito anos Clara abandonou o seu lar para seguir Jesus mais radicalmente. Para isto foi ao encontro de São Francisco de Assis na Porciúncula e fundou o ramo feminino da Ordem Franciscana, também conhecido por "Damas Pobres" ou Clarissas. Viveu na prática e no amor da mais estrita pobreza.

O seu primeiro milagre foi em vida, demonstrando a sua grande fé. Conta-se que uma das irmãs da sua congregação havia saído para pedir esmolas para os pobres que iam ao mosteiro. Como não conseguiu quase nada, voltou desanimada e foi consolada por Santa Clara que lhe disse: "Confia em Deus!". Quando a santa se afastou, a outra freira foi pegar no embrulho que trouxera e não conseguiu levantá-lo, pois tudo havia se multiplicado.

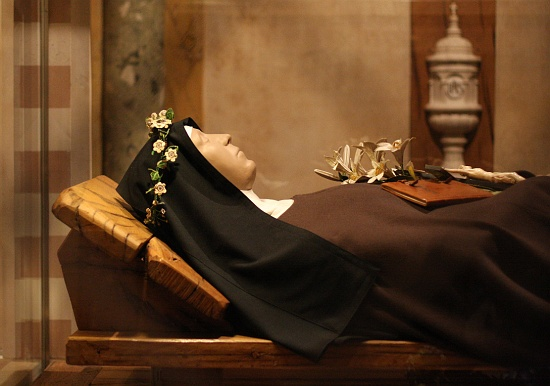
O corpo de Santa Clara, em Assis (Itália).

Em outra ocasião, quando da invasão de Assis pelos sarracenos, Santa Clara apanhou o ostensório com a hóstia consagrada e enfrentou o chefe deles, dizendo que Jesus Cristo era mais forte que eles. Os agressores, tomados de repente por inexplicável pânico, fugiram. Por este milagre Santa Clara é representada segurando o Ostensório na mão.
Um ano antes de sua morte em 1253, Santa Clara assistiu a Celebração da Eucaristia sem precisar sair do seu leito. Neste sentido é que é aclamada como protetora da televisão.
Diversos episódios da vida de Santa Clara e São Francisco compõem as florinhas de São Francisco. Escritos muitos anos após a morte de ambos, é difícil atestar a correção destes relatos, mas, com certeza, retratam bem o espírito de ambos e os primeiros acontecimentos quando da criação das Ordens Franciscanas.
| 1194 | Nascimento de Santa Clara, na casa paterna da praça de São Rufino, em Assis. Filha mais velha de Hortolana e Bernardino. |
| 1200 | Estabelecimento da Comuna de Assis. A família de Clara, nobre, refugia-se em Corozano, por causa de uma revolução popular. Depois vai para Perugia onde permanece até 1204. |
| 1210 | Francisco prega na Catedral de São Rufino, Clara pode estar presente. Neste ano é possível terem-se encontrado. |
| 1211 | Encontros com Francisco: Clara tem 17 anos e Francisco 29. |
| 1212 | 18 de março - Domingo de Ramos - Clara sai de casa e se consagra a Deus na Porciúncula. No dia 19, vai para o mosteiro de São Paulo das Abadessas. Pouco depois vai para ermida de Santo Ângelo de Panço. 4 ou 5 de abril - Ines, irmã de Clara, se junta a ela em Santo Ângelo de Panço. Pouco tempo depois, Francisco leva-as para São Damião. Em agosto entra Pacífica de Guelfúcio, já em São Damião. Francisco dá as irmãs sua primeira forma de vida. |
| 1216 | Por conselho de Francisco Clara aceita a regra de São Bento e o título de abadessa. Mas consegue o "privilégio da pobreza" de Inocêncio III. |
| 1218 | O papa, Honório III, concede ao Cardeal Hugolino plenos poderes para cuidar das irmãs pobres. |
| 1219 | Frei Felipe Longo de Atri se torna visitador das Irmãs Pobres. |
| 1220 | Clara recebe a carta do Cardeal Hugolino, logo após a Páscoa, em que ele a chama de “Mãe da minha Salvação”. |
| 1224 | Clara começa a estar habitualmente bastante doente. |
| 1225 | As monjas de Santo Apolinário adotam a forma de vida de São Damião. |
| 1226 | Francisco compõe o Audite Poverelle. |
| 1227 | Publicada a bula "Quoties Cordis” que põe as Clarissas aos cuidados dos frades. |
| 1228 | 18 de julho - O cardeal Reinaldo lista oficialmente 24 mosteiros. |
| 1234 | Inês de Praga entra na Ordem. Clara lhe escreve a primeira carta. |
| 1235 | O Papa, pela carta 'Cum relicata saeculi", quer que Inês aceite propriedades. O que motiva a segunda carta de Clara. |
| 1237 | Com a bula "Omnipotens Deus" o Papa Gregório IX revoga a "Cum relicata Saeculi" |
| 1238 | Clara escreve a terceira carta a Inês. E o Papa concede o privilégio da pobreza a Inês. |
| 1240 | Com a oração diante do Santíssimo, Clara defende a cidade de Assis do ataque dos sarracenos. |
| 1247 | 6 de agosto - o Papa Inocêncio IV concede às Clarissas a regra de São Francisco. Clara pode ter começado a escrever seu testamento (só serve de base jurídica). |
| 1248 | 17 de julho - Uma bula confirma Reinaldo de Segni como Cardeal protetor das Damas Pobres e dos menores |
| 1250 | Agrava-se o estado de saúde de Santa Clara, que começa a escrever sua forma de vida definitiva, na redação que conhecemos. |
| 1252 | 16 de setembro - O Cardeal Reinaldo aprova a forma de vida de Santa Clara. |
| 1253 | Clara escreve sua última carta a Santa Inês de Praga. Após uma visita a Clara moribunda, Papa Inocêncio IV manda apressar a aprovação de sua regra pela bula "Solete Anuere", válida só para São Damião. 10 de agosto - A Bula da provação é levada para Clara em seu leito de morte. 11 de agosto - Data da morte de Santa Clara. |
| 1255 | 23 de agosto - Canonização de Santa Clara, na Catedral de Anagni. Publicação de sua lenda, escrita por Tomás de Celano. Publicação da bula de Canonização "Clara claris Perclara". |
| 1257 | Mudança das Irmãs de São Damião para o proto-mosteiro, junto do corpo de Santa Clara. (Ou em 1260?). |
| 1258 | São Boaventura de Bagnoregio é eleito ministro geral da Ordem dos Frades Menores. |
| 1259 | Aprovação da Regra de Isabel de Longchamp. Carta de São Boaventura às Irmãs de São Damião. |
| 1260 | 3 de outubro - O corpo de Santa Clara é solenemente trasladado para a basílica que está sendo construída em sua honra ao lado da igreja de São Jorge. Um decreto do capítulo geral de Barcelona manda frades e irmãs celebrarem a festa da trasladação de Santa Clara, no dia 2 de outubro. |
| 1263 | 18 de outubro - Papa Urbano IV promulga uma nova Regra para as Clarissas (nome pelo qual passam a ser conhecidas as “damianitas”), correção da Regra de Isabel de Longchamp. O capítulo geral dos Frades Menores reconhece como biografia oficial de São Francisco a Legenda Maior, mandando queimar as outras. |
| 1296 | A bula "Quasdam litteras", do Papa Bonifácio VIII, põe fim às dificuldades de relacionamento, impondo aos Frades Menores que assumam a responsabilidade pelas Clarissas. |
| 1850 | 30 de agosto - é descoberto o sarcófago com o corpo de Santa Clara. 23 de setembro - abertura solene do sarcófago. |
| 1872 | 30 de outubro - O corpo de Santa Clara é levado para a nova cripta da sua basílica e exposto aos fiéis. |
| 1893 | Descoberta do original da Regra de Santa Clara no meio de suas roupas. |
| 1915 | Descoberta das Cartas de Clara a Santa Inês de Praga, na biblioteca de Milão. |
| 1920 | Descoberta de uma cópia do Processo de Canonização de Santa Clara, na Biblioteca Landau, em Florença. |
| 1958 | 14 de fevereiro - Papa Pio XII proclama Santa Clara padroeira da televisão. |
| 1976 | Descoberta do cântico “Audite Poverelle”, composto por São Francisco para Clara e suas Irmãs. |
| 1982 | 12 de novembro - Papa João Paulo II canoniza Santa Inês de Praga. |
| 1987 | 11 de abril - Depois de um adequado reconhecimento e de uma nova recomposição, o corpo de Santa Clara volta a seu lugar na basílica para ser venerado por seus fiéis. |

## Templos em honra de Santa Clara de Assis
Alguns dos templos que foram erigidos em honra de Santa Clara de Assis incluem:
- Basílica de Santa Clara (século XIII), localizado em Assis, Itália (ver ainda o site oficial)
- Mosteiro de Santa Clara a Velha (século XIII), localizado na Freguesia de Santa Clara, Concelho de Coimbra, Distrito de Coimbra, Portugal
- Convento de Santa Clara de Santarém (século XIII), localizado no Concelho de Santarém, Distrito de Santarém, Portugal
- Igreja Paroquial de Santa Clara de Sanjurge (século XIII-XIV), localizada na Freguesia de Sanjurge, Concelho de Chaves, Distrito de Vila Real, Portugal
- Convento de Santa Clara de Vila do Conde (século XIV), localizada no Concelho de Vila do Conde, Distrito do Porto, Portugal
- Igreja de Santa Clara do Porto (século XV), localizada na Freguesia da Sé, Concelho do Porto, Distrito do porto, Portugal
- Mosteiro de Santa Clara a Nova (século XVII), localizado na Freguesia de Santa Clara, Concelho de Coimbra, Distrito de Coimbra, Portugal
- Convento de Santa Clara do Desterro (Século XVII), localizado em Salvador, Bahia, Brasil
- Mosteiro de Santa Clara (século XX), localizado no município de Nova Iguaçu, Rio de Janeiro, Brasil (ver ainda o site oficial)
- Matriz Paroquial de Santa Clara (século XX), localizado no município de Guaratiba, Rio de Janeiro, Brasil